# Elisabetta Casellati
Maria Elisabetta Casellati, de soltera Alberti (Rovigo, 12 de agosto de 1946), es una abogada y política italiana que se desempeñó como presidenta del Senado de Italia desde 2018 hasta el 2022. Fue la primera mujer en ocupar este cargo. Casellati es miembro desde hace mucho tiempo del partido liberal-conservador Forza Italia y se desempeñó como subsecretaria de Salud y Justicia en los gobiernos de Silvio Berlusconi. El orden de precedencia formal italiano enumera su oficina como, ceremonialmente, la tercera oficina estatal italiana más alta.
En 2022 fue nominada como candidata a la presidencia de Italia por la coalición de centro-derecha.